# 山野真悟
山野 真悟（やまの しんご、1950年 - ）は、日本の美術作家、美術教育者。黄金町エリアマネジメントセンター理事。

## 来歴
福岡県に生まれる。
1971年に美学校銅版画教場を卒業した。
1970年代より福岡市を拠点に美術作家として活動し、1979年にIAF芸術研究室を設立した。
1990年、ミュージアム・シティ・プロジェクト事務局長に就任し、街を使った美術展「ミュージアム・シティ・天神」をプロデュースする。
2004年からは、福岡市文化芸術振興財団の主催する「ギャラリーアートリエ」の企画運営に携わった。2005年に「横浜トリエンナーレ2005」のキュレーターを務める。
2008年、「黄金町バザール」のディレクターとなる。